# 詭老
是一部2021年美國超自然心理恐怖驚悚片，由奈特·沙馬蘭編劇和執導。靈感來自皮埃爾·奧斯卡·利維和弗雷德里克·彼得斯創作的圖像小說《沙堡》（Sandcastle），主演包括蓋爾·賈西亞·貝納、維琪·克雷普、盧夫斯·塞維爾、梁肯、艾比·麗·科肖、亞倫·皮埃爾、艾力克斯·沃爾夫、艾伯斯·戴維斯、艾莉莎·斯坎倫、伊蒙·艾略特、凱瑟琳·查爾芬特和湯瑪遜·麥肯錫。環球影業定於2021年7月23日美國上映。

## 剧情
盖·卡帕和普莉斯卡·卡帕带着女兒麦朵丝和兒子泰伦特去热带度假村旅游，這是他们夫妻俩离婚前，最后一次带全家人旅游。在度假村经理的提议下，一家人来到一片僻静的海滩，碰到了三对人马：饶舌歌手中型轎車和一位女伴；外科医生查尔斯与妻子克莉丝泰、女儿凯拉、母亲艾格尼丝；亲密无间的夫妻贾林·卡迈克尔和派翠西亚·卡迈克尔。然而突來的噩梦打破了一行人美好的假日时光，中型轎車发现女伴溺水身亡的尸体，紧接着艾格尼丝暴毙。之后诡异事件接连发生，三个小朋友突然成长为青少年。一行人认为这片海滩让他们迅速老化，每隔约30分钟，他们就会经历一整年的成長历程。他们还发现每个家庭至少有一个人有健康问题，而且每当他们尝试离开就会昏过去并躺在沙滩上醒来。
凯拉和泰伦特发生性关系，让凯拉迅速怀孕并分娩下婴儿，但婴儿无法适应沙滩的环境，没多久就夭折了。大家想方设法离开海滩，泰伦特和麦朵丝找到之前游客留下的笔记本，还发现有人正监视着他们。查尔斯的精神分裂症不断恶化，一直想杀掉中型轎車，这让大家更为急切地想要离开。贾林和凯拉分别寻找出路，结果贾林溺水身亡，凯拉在攀爬岩壁的途中从高处坠亡。派翠西亚和克莉丝泰分别因癫痫和低钙血症病情恶化而死。查尔斯晚上精神分裂症发作，袭击了盖，普莉斯卡用生锈的匕首砍了他，让他遭受严重的感染。夜幕降临，盖和普莉斯卡想在弥留时刻到来前弥补自己的过错。
第二天早上，整片海滩只有已经长大成人的麦朵丝和泰伦特活了下来。泰伦特找到度假村经理外甥留给他的訊息，並指引他找到一条海底珊瑚礁隧道，认为这条隧道会带他们离开海滩，而且不会失去意识，于是和姐姐一起跳进海底找珊瑚礁。结果两人都没能浮上水面，监视他们的度假村员工就报告说所有人都遇难了。
原来，度假村是研究团队进行新药临床试验的前沿阵地，有健康问题的游客神不知鬼不觉就成了他们的实验对象。由于該片海滩似乎埋有未知礦物而形成特殊磁場，自然地加速推进游客的生命，研究人员只要一天就完成药物整个周期的试验。研究人员继续吸引其他人来到海滩，但被幸存下来的麦朵丝和泰伦特打断。姐弟俩发现之前找到的笔记本说有很多来到这片海滩的游客失踪，于是将本子作为证据，将警方带到度假村。研究人员被捕后，姐弟俩去和姨妈一起生活，但前途未卜。

## 演員
- 蓋爾·賈西亞·貝納飾演蓋·卡帕（Guy Cappa）：普莉斯卡的丈夫，泰倫特和麥朵絲的爸爸。
- 維琪·克雷普飾演普莉斯卡·卡帕（Prisca Cappa）：蓋的太太，泰倫特和麥朵絲的媽媽。
- 盧夫斯·塞維爾飾演查爾斯（Charles）
- 伊蒙·艾略特（英语：Emun Elliott）飾演泰倫特·卡帕（Trent Cappa）：蓋和普莉斯卡的次子，麥朵絲的弟弟。
  - 艾力克斯·沃爾夫飾演15歲的泰倫特·卡帕
  - 盧卡·羅德里格斯飾演11歲的泰倫特·卡帕
  - 諾蘭·瑞凡飾演6歲的泰倫特·卡帕
- 艾伯斯·戴維斯（英语：Embeth Davidtz）飾演麥朵絲·卡帕（Maddox Cappa）：蓋和普莉斯卡的長女，泰倫特的姐姐。
  - 湯瑪遜·麥肯錫飾演16歲的麥朵絲
  - 艾莉莎·史雲頓飾演11歲的麥朵絲
- 梁肯飾演賈林·卡邁克爾（Jarin Carmichael）
- 妮基·阿姆卡-伯德（英语：Nikki Amuka-Bird）飾演派翠西亞·卡邁克爾（Patricia Carmichael）
- 艾比·麗·科肖飾演克莉絲泰（Chrystal）
- 亞倫·皮埃爾（英语：Aaron Pierre (actor)）飾演中型轎車／布倫丹（Mid-Sized Sedan / Brendan）
- 艾莉莎·斯坎倫（英语：Eliza Scanlen）飾演凱拉（Kara）：查爾斯和克莉絲泰的女兒，艾格尼絲的孫女。
  - 凱莉·貝格利飾演6歲的凱拉
  - 米卡雅·費雪飾演11歲的凱拉
- 凱瑟琳·查爾芬特（英语：Kathleen Chalfant）飾演艾格尼絲（Agnes）

## 製作
2019年10月，宣佈奈特·沙馬蘭與環球影業合作推出兩部新的驚悚電影，兩部片皆由沙馬蘭編劇和執導。2020年5月，艾莉莎·斯坎倫、湯瑪遜·麥肯錫、亞倫·皮埃爾、艾力克斯·沃爾夫和維琪·克雷普為加盟演員陣容進行洽談。11月，確認斯坎倫、麥肯錫、皮埃爾、沃爾夫和克雷普出演電影，而艾比·麗·科肖、妮基·阿姆卡-伯德和梁肯加盟演員陣容。2020年7月，蓋爾·賈西亞·貝納加盟演員陣容。8月，盧夫斯·塞維爾、艾伯斯·戴維斯和伊蒙·艾略特加盟演員陣容。9月，阿歷薩·絲雲頓加盟演員陣容。12月，諾蘭·瑞凡加盟演員陣容。

### 拍攝
主體拍攝於2020年9月26日在多明尼加開始進行，並在當天公佈片名為。拍攝於2020年11月15日殺青。

## 發行
《詭老》原定由環球影業定於2021年2月26日在美國上映。2020年4月，受2019冠狀病毒病美國疫情影響，電影延期上映。2020年6月，宣佈電影定於2021年7月23日在美國上映。

### 評價
爛番茄根據178條評論，持有53%的新鮮度，平均得分5.6／10，觀眾投票獲得54%的分數，平均得分為3.2／5。在Metacritic上，電影獲得53分。

## 外部連結
- 官方网站
- 互联网电影数据库（IMDb）上《詭老》的资料（英文）